# Greta Gris
Greta Gris (originalnamn Peppa Pig) är en brittisk animerad TV-serie för barn. Serien producerades för BBC och sändes första gången 2004. Serien handlar om den antropomorfa grisflickan Greta som lever tillsammans med sin familj Pappa Gris, Mamma Gris och lillebror Georg.
Serien har enligt Storbritanniens premiärminister Boris Johnson visats i 180 länder. I Hampshire finns en nöjespark med Greta Gris-tema, och den har senare fått motsvarande i både Kina och USA. Seriens popularitet har också givit upphov till en omfattande produktion av merchandise, från leksaker, barnböcker, kläder, heminredning med mera och har bland annat tillverkats av Lego och Fisher-Price. Varumärket Peppa Pig såldes 2019 till Hasbro för 3,8 miljarder dollar.

## Karaktärer
Gretas familj: Greta, lillebror Georg, lillasyster Evie, Pappa Gris, Mamma Gris, Mormor Gris, Morfar Gris
På förskolan: Fröken Gasell, Lena Lamm, Rune Räv, Hasse Hund, Sonja Zebra, Emily och Edvard Elefant, Karin och Kenneth Kanin, Vera Varg, Mickan Mus, Molly Mullvad, Pelle Ponny, Tjalle Giraff, Katja Katt, Peggi och Pandora Panda, Inez Isbjörn
Andra vänner: Jasmine och Kjelle Känguru, Aurelie Åsna, Belinda Björn, Josefina Get, Siri och Sussi Zebra, Eddie Ekorre, Klara och Kenny Kanin
Övriga: Detektiv Potatis, Superpotatisen, Rårakan, Herr Tjur, Fru Kanin, Onkel Kanin, Fru Spets, Herr Hingst, Farfar Hund, Kapten Hund, Mamma Hund, Mamma Kanin, Herr Kanin